# John Ashley Griswold

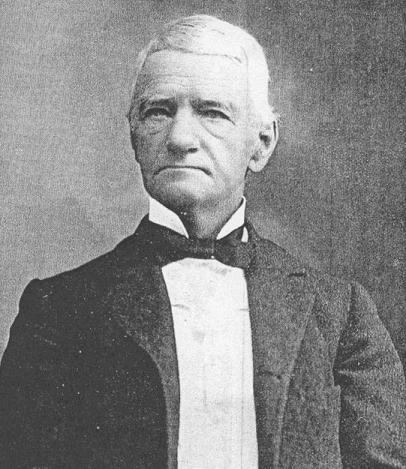
John A. Griswold

John Ashley Griswold (* 18. November 1822 in Cairo, New York; † 22. Februar 1902 in Catskill, New York) war ein US-amerikanischer Jurist und Politiker. Zwischen 1869 und 1871 vertrat er den Bundesstaat New York im US-Repräsentantenhaus.

## Werdegang
John Ashley Griswold wurde ungefähr siebeneinhalb Jahre nach dem Ende des Britisch-Amerikanischen Krieges in Cairo im Greene County geboren und wuchs dort auf. In dieser Zeit besuchte er Gemeinschaftsschulen und die Akademien in Prattsville und Catskill. Er studierte Jura. Seine Zulassung als Anwalt erhielt er 1848 und begann dann im Greene County zu praktizieren. Griswold war zwischen 1856 und 1859 Bezirksstaatsanwalt im Greene County und zwischen 1863 und 1867 Bezirksrichter. Politisch gehörte er der Demokratischen Partei an.
Bei den Kongresswahlen des Jahres 1868 für den 41. Kongress wurde Griswold im 13. Wahlbezirk von New York in das US-Repräsentantenhaus in Washington, D.C. gewählt, wo er am 4. März 1869 die Nachfolge von Thomas Cornell antrat. Da er auf eine erneute Kandidatur im Jahr 1870 verzichtete, schied er nach dem 3. März 1871 aus dem Kongress aus.
Nach seiner Kongresszeit ging er wieder seiner Tätigkeit als Anwalt nach. 1871 wählte man ihn zum Supervisor in der Town von Catskill. Er nahm 1894 an der verfassunggebenden Versammlung von New York teil. Am 22. Februar 1902 verstarb er in Catskill und wurde dann auf dem Catskill Village Cemetery beigesetzt.